# Dill (râu)
Dill este un râu cu o lungime de 68 km, afluent al Lahnului în centrul landului Hessen, Germania.